# Boron (California)
Boron es un lugar designado por el censo ubicado en el condado de Kern en el estado estadounidense de California. En el año 2000 tenía una población de 2.025 habitantes y una densidad poblacional de 56.4 personas por km².

## Geografía
Boron se encuentra ubicado en las coordenadas 34°59′58″N 117°38′59″O / 34.99944, -117.64972. Según la Oficina del Censo, la ciudad tiene un área total de 35,9 km² (13,9 mi²), de la cual 35,9 km² (13,9 mi²) es tierra y 0 km² (0 mi²) 0.00% es agua.

## Demografía
Los ingresos medios por hogar en la localidad eran de $40,625, y los ingresos medios por familia eran $44,674. Los hombres tenían unos ingresos medios de $47,045 frente a los $23,854 para las mujeres. La renta per cápita para la localidad era de $18,294. Alrededor del 19.7% de la población estaban por debajo del umbral de pobreza.